# Abbaye de Pfäfers
L'abbaye de Pfäfers, appelée Kloster Pfäfers en allemand et surnommée St. Pirminsberg du fait de sa situation géographique au sommet d'une montagne, est une ancienne abbaye bénédictine située sur le territoire actuel de la commune saint-galloise de Pfäfers, en Suisse.

## Histoire
Selon la chronique d'Hermann Contract, l'abbaye a été fondée en 731 par des moines venus de l'abbaye de Reichenau sous le nom latin de Monasterium Fabariense ; la légende attribue sa fondation à l'évêque itinérant Saint Pirmin avec une première mention écrite datant de 762. Le bâtiment contrôle la voie importante menant au col du Kunkels puis, de là, en Italie, lui permettant de devenir le second centre ecclésiastique du diocèse de Coire.
En 840, l'empereur Lothaire Ier donne au monastère le droit d'élire librement son abbé. Ce doit est étendu 20 ans plus tard pour y inclure l'immunité ecclésiastique et la protection royale. En 905, Louis IV de Germanie donne Pfäfers à l'évêque de Constance et abbé de Saint-Gall Salomon III, provoquant une lutte entre Saint-Gall et Coire pour le contrôle et le protectorat de l'abbaye de 914 et 949. En 1095, pendant la querelle des Investitures, l'empereur du Saint-Empire romain germanique Henri IV fait don de l'abbaye au diocèse de Bâle qui l'échange ensuite avec Henri V avec le château de Rappoltstein en Alsace ; l'indépendance de Pfäfers ne sera rétablie qu'en 1116 à la suite de l'intervention du pape Pascal II. Après avoir passé entre plusieurs mains successives, l'abbaye devient, à la suite de la transformation du comté de Sargans (de) en bailliage commun en 1483, un protectorat de la Confédération des VIII cantons (à l'exception de Berne). Dans les années suivantes, la guerre de Souabe et le développement de la Réforme protestante provoquent d'importantes difficultés financières et politiques dans la région, auxquelles l'abbaye n'échappe pas, obligeant la Confédération suisse à prendre en charge l'administration du domaine. En 1665, un incendie détruit le monastère médiéval et l'église ; ils furent reconstruits entre 1672 et 1674 dans un style baroque.
En 1794, une première révolte populaire contre l'abbaye est maîtrisée, mais l'invasion française lui porte un coup quasi-fatal avec la destruction partielle des bâtiments qui ne seront restaurés qu'après son inclusion dans le nouveau canton de Saint-Gall en 1803. En 1838, malgré une intervention du pape Grégoire XVI, l'abbaye est sécularisée par le canton qui fait transférer les archives de l'abbaye à Saint-Gall.
L'ensemble de l'abbaye est inscrit comme bien culturel d'importance nationale.

## Les bains
Depuis le Moyen Âge, la source d'eau minérale des gorges de la Tamina est connue et exploitée par les habitants. Les premiers bains sont installés dans l'abbaye en 1242, remplacés en 1630 par un nouveau bâtiment situé à l'extérieur des gorges et alimenté en eau chaude par un canal. Passé en 1838 sous le contrôle du canton, les bains sont exploités jusqu'à leur fermeture en 1969. L'hospice qui les abritait, transformé un temps en hôpital psychiatrique, a été totalement rénové en trois étapes entre 1983 et 1985. Il s'agit du seul établissement balnéaire de style baroque existant en Suisse.

## Sources
- (de) Cet article est partiellement ou en totalité issu de l’article de Wikipédia en allemand intitulé « Kloster Pfäfers » (voir la liste des auteurs).
- Franz Xaver Bischof, « Pfäfers (abbaye) » dans le Dictionnaire historique de la Suisse en ligne, version du 13 janvier 2011.